# 江戸プロフェッショナル・必殺商売人
『江戸プロフェッショナル・必殺商売人』（えどプロフェッショナル ひっさつしょうばいにん）は、1978年2月17日から8月18日まで、テレビ朝日系で毎週金曜日22:00 - 22:54に全26話が放送された、朝日放送と松竹（京都映画撮影所、現・松竹撮影所）共同製作の時代劇作品。主演は藤田まこと。
必殺シリーズの第12作、中村主水シリーズの第6作である。
タイトルは「江戸プロフェッショナル」の文字が1字ずつ画面に追加された後、画面の色が変わって「必殺商売人」の題字に切り替わる形式。アイキャッチは題字のみが表示される。

## 概要
本作は「商売人」であるが、前々作『新・必殺仕置人』の続編という位置付けで「仕置人」の名称が頻繁に登場する。
今までに無かった要素は「主水・正八」組と「新次・おせい」組の二つのチームに分かれ、互いに不信感を抱きながらも殺しのプロフェッショナルとして協力しながら晴らせぬ恨みを晴らすという趣向である。りつの懐妊により、主水が「殺し屋なのに子供を持つ資格があるのか」という葛藤に悩むサイドストーリーが加わっている。後年、藤田はインタビューで「中村主水というキャラクターが自分の中に確立できたのはいつ頃か？」という問いに「『商売人』の頃だ」と答えていた。
正統派の時代劇を意識して、過去の主水シリーズと比べ、最初から殺しの依頼を受けたメンバーが調査に動くといった裏稼業集団的な描写は少ない。それぞれの表の生活を持つメンバーが私人として関わった事件が最終的に悲劇的な結末を迎え、被害者の案件を仲間内の合議に掛けて、悪人を殺すというシンプルな流れが基本となっている。
必殺シリーズとしては『助け人』は『○○大○○』。『仕留人』は『○○にて候』。旅物の『新からくり人』の地名といったサブタイトルの言葉遊びや共通性は無い。
根津遊郭という舞台設定、人の親となることに苦悩する主水の姿、元夫婦という過去を持つおせいと新次の複雑な男女関係など、アダルトなムードが全体的に漂っているのが特徴である。後の仕事人シリーズでおなじみとなっていく、カラオケや暴走族問題といった現代風俗を露骨に取り入れた先駆的な作品である。
本作の第18話「殺られた主水は夢ん中」で、シリーズ通算300回を達成した。これを記念して、過去のシリーズで個性的な悪役を演じて来た今井健二、菅貫太郎、神田隆、江幡高志、弓恵子がゲスト出演。主水を全員で殺してしまうシーンを冒頭部で挿入した。
劇中の音楽は第1作『必殺仕掛人』以来、担当していた平尾昌晃が歌手としての活動と番組の音楽を掛け持ちしなければならなくなったことから、前作『新 必殺からくり人』を以て、一度降板したため、森田公一が担当している。本作の楽曲は主題歌を含めて、次作『必殺からくり人・富嶽百景殺し旅』に流用された。

## あらすじ
『新・必殺仕置人』最終回で「寅の会」が崩壊し、念仏の鉄の率いるチームが解散してから数カ月後。「足力屋」（足踏み按摩）に転職した正八は、兄の仇の仕置人に復讐しようとした男が返り討ちにされる場面に遭遇する。襲われた仕置人は踊りの師匠のおせいと箱屋の新次で、正八も見知った相手だった。正八は中村主水にこのことを語るが、女房のりつが懐妊したことで奮起を促されていた主水はこれを表の仕事の手柄にしようと考える。正八の反対を突っぱね、おせいに揺さぶりをかける主水だったが、おせいはこれを逆にいなし、新次に頼み、主水のことを調べ始める。
そのころ、見世物興行師の政五郎は、長崎から買い付けた「金太」と名付けた黒人奴隷を見世物にしようとしていた。角兵衛獅子の大道芸をさせられている美代は、同じ境遇の少年らと共に金太を助け出そうとし、主水に相談する。金にならない厄介ごとに関わりたくない主水は、美代らの手助けで金太を脱走させ、これを捕らえることで保護しようとする。しかし、奉行所には既に政五郎の手が回っており、金太は責め殺されてしまう。
裏の仕事の再開を決意した主水は、美代に根津の神社に金を払えば、晴らせぬ恨みを晴らせると伝える。しかし、おせいたちは普段の主水の言動から小さな女の子を騙して金をせしめようとしていると勘違いし、主水を殺して金を取り戻し、代わって自分たちが仕置きを実行しようとする。
金を取りにきた主水はそこで、新次と対決。その場は正八が仲裁に入り互いの目的を知るが、新次は主水を信用せず、おせいと2人だけで仕置きを行う。彼女らの見事な仕置きの現場を見た主水は帰宅しようとするが、途中、2人から「分け前」として小銭を渡される。
「主水・正八」チームと「新次・おせい」チームは互いに不信感を抱きながらも協力して、弱者の晴らせぬ怨みを晴らしていく（第1話）。

## 登場人物

### 商売人
中村主水
演 - 藤田まこと
南町奉行所の定町廻り同心。本作は妻のりつが懐妊したことで、金策に追われる日々を送る。
本作では毎回の事件に対して、殺し屋ではなく、悪徳役人として立場を利用した金儲けを第一の目的に動くことが多い。正八を目明しのように使い、表稼業の範疇（袖の下や口利き）で金を手に入れようとするが、大概は失敗し、仕置の案件になる。第3話では悪事を働いた一人である上総屋利平ヱをあえて殺さず、金づるとして強請の餌食にしていく形で仕置した。
正八とは寅の会解散後も裏表関係なく、つるんでおり、正八の住処である高灯台に入り浸っては奉行所の仕事をサボっている。
最終回で子供は産まれたものの、その後すぐに力尽きて亡くなってしまい、己の稼業のもつ残酷で運命的な因果を痛感させられる。しかし、旅立つおせいにはその事実を偽って別れた。
新次
演 - 梅宮辰夫
髪結い兼箱屋。男前で仕事ぶりも実直なため遊郭に生きる女性たちから人気があるが、芸者の花竜や蝶々らに言い寄られてもあしらうだけで興味を示さない。
かつては夫婦であり、仕置人の相棒でもあった、おせいとは今は根津遊郭に生きる他人として接している。おせいを今も好いているらしい素振りはあるが複雑な過去があるため、意識的に距離を置いている。情に厚いため、自分の知り合いが抱えた揉め事や悩み事を放っておけず、それがきっかけで仕置に繋がることが多い。
主水の腕は認めているが、表稼業での姑息さを含め、あまり信用していない。商売人（仕置人）としてのプライドは高く、人の命を奪う者が子供を持っていいのかという観点でも、主水に懐疑心を抱いている。死線を共に潜り抜け、主水を理解するようになると仲間として認めるようになる。
最終話で、おせいを守るために裏稼業の大元締 蛭子屋卯兵ヱの船を単身で襲撃する。卯兵ヱは仕留めるも蛭子屋一味との水中戦で手傷を負ったところに、蛭子屋と通じていた同心 根来の放った矢で首を射抜かれ、絶命した。
正八
演 - 火野正平
商売人の密偵。絵草子屋から転職し、足力屋（足踏みマッサージ師）となる。
『新・必殺仕置人』同様、情報収集と仕置の段取りを付ける役割。主水とは腐れ縁的な付き合いが続いており、日頃から つるんでいる。
主水に扱き使われつつも、儲け話があると自分から主水に持ちかけることが多い。主水とおせい・新次組の仲立ち的な役割も担っている。第8話では絵草紙屋としての過去に言及し、それを活用して、仕置料を捻出した。
不忍池の畔にある高灯台を灯台守としての職場兼住処とし、商売人の隠れ家となっている。
21話で暴走集団に普段着の着物を盗まれてしまったため、以後最終話まで寝巻きを着て活動していた。
おせい
演 - 草笛光子
舞踊の師匠。芸名は菊川春紅(きくかわ・しゅんこう)。新次と共に京都の仕置人であったが、標的を間違えるという失敗を犯したため、足を洗い、江戸へやって来る（第3話）。現在は遊郭のある根津に居を構え、芸者の置屋『分松葉』へ芸者に踊りを教えるために出入りしている。同所へ箱屋として出入りする新次と顔を合わせることが多い。
相棒の新次とは夫婦であったが、先の失敗が原因で離縁し、現在は他人として接する。しかし、新次のことは今も好いており、縒りを戻したいと考えている。主水については当初 疑っていたが、主水の性格を理解し、新次ほど警戒はしなかった。
最終話で、裏稼業の大元締 蛭子屋の企みによって、江戸中の殺し屋から命を狙われる。秀英尼に匿われ、新次と共に江戸を発つはずだったが、新次はおせいを守るために戦い、殺害される。主水に顛末を聞かされた後、主水の子供が無事に産まれたことを祝い、江戸を旅立つ。
『必殺必中仕事屋稼業』の「おせい」と同一人物であることが第13話で判明する。ただし他の回で、その過去に言及された描写は存在せず、性格なども仕事屋時代と重なる部分は少ない。仕事屋のおせいは「亡夫の遺産で裏稼業（仕事屋）を開いた」。「元は芸者」という設定であるが（第7話 「人質勝負」）、本作では父親の稼業を継いだことになっている。

### その他
中村せん
演 - 菅井きん
主水の姑。あいかわらず、婿養子の主水をいびる。本作は娘のりつが懐妊し、中村家の跡取りができたと喜び、安産のための祈祷などを積極的に行った。
中村りつ
演 - 白木万理
主水の妻。せんとともに、婿養子の主水をいびる。
本作は主水の子供を懐妊し、安産祈願のために、主水を困らせることが多い。
秀英尼
演 - 鮎川いづみ（現・鮎川いずみ）
普段は数人の子供を引き連れ「恵まれない子供たちの為に御報謝を」と募金を募っている尼僧。廃品を回収し、それを売る商売も行っていた。
ひょんなことから出会った正八に募金を要求することが多く、次第に金をせびるようにまでなる。当初は金が無かった正八も秀英尼に惚れていたため、嫌々ながらも最後は応じていた。正八にたびたび口説かれ、その都度、「さようなら」などとかわしつづけたが、終盤で関係を持つ。中村家に入れない新次の為に介入役も行うこともあった。
最終話で、命を狙われていたおせいを匿った際に、自身の父親が裏稼業の殺し屋である事や、商売人のことを知っていて主水たちが商売人であることを知っていたことを明かす。
花竜 /蝶々
演 - 八木孝子 / 森みつる
芸者で、おせいの舞踊の弟子。登場する時は基本的に二人一緒である。新次に色目を使うが相手にされない。
正八のマッサージを受けていることも多く、主水を除いた表の顔の商売人3人たちとは顔見知りである。花竜は幼い娘を持つ子持ちであり、仕事の間に秀英尼に預けている。
与力 坂口
演 - 有川博
南町奉行所の与力で、主水の上司。主水を疎んじており、些細なことでも厳しく当たる。
お梶
演 - 小柳圭子
花竜と蝶々が所属する芸者置屋「分松葉」の女将。箱屋の新次が常に出入りし、おせいとは職業上、懇意にしている。
正八のマッサージを受けることも多く、花竜、蝶々と同様、表の顔の商売人たちとは主水以外顔見知りである。第21話で、一人息子を殺された母親として、おせいに裏の仕事を依頼する。
ナレーション
オープニング - 桜田淳子
次回予告 - 野島一郎（朝日放送アナウンサー（当時）。キャストロールに表記なし）
作 - 早坂暁

### ゲスト
第1話 「女房妊娠 主水慌てる」
- 美代 - 斎藤こず恵
- 政五郎 - 小松方正
- 安造 - 片桐竜次
- 伊兵衛 - 北見唯一
- お君 - 駒田眞紀
- 弥助 - 田中弘史
- 金太 - ジョン・パーム

第2話 「誘拐されて女よろこぶ」
- おうら - 風吹ジュン
- 三ツ木屋藤兵ヱ - 金田龍之介
- 弥造 - 牧冬吉
- 源次 - 徳田実
- 文吉 - 三田村賢二
- おかね - 松井加容子
- 坊主 - 天王寺虎之助
- お君 - 駒田眞紀
- 孫八 - 暁新太郎
- 小坊主 - 村瀬欣司
- 彦三郎 - 井上聡
- 山次 - 山尾郁則
- 勧太 - 近藤貞久

第3話 「むかし夫婦いま他人」
- 佐久良平馬 - 中条きよし
- 上総屋利平ヱ - 伊沢一郎
- 菊丸 - 村雲敦子
- 疵の男 - 西田良
- 夢の侍 - 鈴木金哉
- お君 - 駒田眞紀
- 竹庵 - みの和田良太
- 門弟 - 壬生新太郎

第4話 「お上が認めた商売人」
- 河内山宗俊 - 芦屋雁之助
- 松平右京亮広正 - 小坂一也
- 茶坊主　高山三山 - 須藤健
- おしづ - 尾崎弥枝
- おてい - 島村昌子
- 老中　稲葉美濃守政則 - 酒井哲
- 将軍 - 加茂雅幹
- 目付　中山 - 楠年明
- 用人　小出 - 山本一郎
- 用人　門田 - 黛康太郎
- 大名 - 堀北幸夫
- 大名 - 沖ときお
- 御台所 - 加藤春江
- 役人 - 暁新太郎

第5話 「空桶で唄う女の怨みうた」
- 三州屋与兵ヱ - 織本順吉
- 榊原直周 - 須賀不二男
- 幇間六助 - 平野雅昭
- 秋月弥三郎 - 宮部昭夫
- おくみ - 石川えり子
- 浜田 - 唐沢民賢
- お時 - 山口真代
- 井原 - 石浜祐次郎
- 旦那 - 伊東亮英
- 旦那 - 藤川準
- 与力 - 千葉敏郎
- 同心 - 表淳夫
- 同心 - 河野実
- 同心 - 松尾勝人
- 商家主人 - 市川男女之助
- 古道具屋親爺 - 石原須磨夫
- 若い男 - 多田潤一郎
- 若い男 - 波多野克也
- 女将 - 高木峯子
- 流しの男 - 千代田進一
- 酔っ払いの男 - 宍戸大全
- 三味線弾き - 伊波一夫
- 与力 - 東悦次
- 小女 - 池永圓
- お君 - 駒田真紀

第6話 「手折られ花は怨み花」
- 伊平 - 島田順司
- みの - 白石奈緒美
- 越後屋 - 横森久
- 井本兵衛 - 田畑猛雄
- 半玉 静香 - 小坂知子
- 紺平 - 宮ケ原淳一
- 古着屋 - 松田明
- 弥之助 - 美鷹健児
- 侍 - 松尾勝人

第7話 「嘘か真実かまことが嘘か」
- 大前田英五郎 - 葉山良二
- 高森源次郎 - 御木本伸介
- 茂作 - 戸浦六宏
- 小梅 - 服部妙子
- 重兵衛 - 永野達雄
- 大前田の子分 - 暁新太郎
- 大前田の子分 - 美鷹健児
- 大前田の子分 - 東悦次
- ポン引き - 松尾勝人
- 重兵ヱの子分 - 広田和彦
- 重兵ヱの子分 - 平井靖
- 重兵ヱの子分 - 扇田喜久一
- 口入れ屋の若い者 - 加藤正記
- 町内役人 - 伊波一夫
- 町内役人 - 丸尾好広
- 保険の女 - 小笠原町子

第8話 「夢売ります手折れ花」
- 北岡菊 - 藤村志保
- 谷口弥三郎 - 新田昌玄
- まむしの六助 - 丹古母鬼馬二
- おしの - 荒砂ゆき
- 大和屋儀兵衛 - 山岡徹也
- 足立竜人 - 岩田直二
- 柴田屋源造 - 山口幸生
- 老同心 - 飯田覚三
- 北岡徹之進 - 宮川珠季
- 美代 - 神東利衣
- 菊の子供時代 - 大川かすみ

第9話 「非行の黒い館は蟻地獄」
- 神谷仙之助 - 滝田裕介
- 大蔵屋利兵ヱ - 藤岡重慶
- 虎河豚の権次 - 江幡高志
- 幸太郎 - 大林直樹
- 秀之丞 - 大竹修造
- お加代 - 積千恵美
- 与力山田 - 玉生司朗
- お袖 - 淡成恭子
- 幸太郎の母親 - 山口真代
- お袖の母親 - 坂本和子
- 瓦版屋 - 伊波一夫
- 楽屋の女 - 新屋英子
- 楽屋の女 - 嶺はるか
- 番頭 - 松尾勝人
- 芸者 - 和田かつら
- 芸者 - 岩崎美也子
- 丁稚 - 木沢雅博

第10話 「不況に新商売の倒産屋」
- 天満屋宗衛ヱ - 堺左千夫
- おもん - 磯村みどり
- 美濃屋太兵ヱ - 草薙幸二郎
- 久六 - 高峰圭二
- 弥七 - 宮川珠季
- 甚八 - 西田良
- 嶋田屋 - 西川ヒノデ
- 勘助 - 野上哲也
- 菊蝶 - 山口朱美
- 質屋親爺 - 北見唯一
- 大工定吉 - 平井靖
- 手代 - 松尾勝人
- 商店主 - 沖ときお
- 商店主 - 藤川準
- 中居 - 中谷郁美

第11話 「女体が舞台の弁天小僧」
- 矢之助 - ピーター
- 京屋庄兵ヱ - 安井昌二
- 老女 藤尾 - 弓恵子
- 服部源蔵 - 原口剛
- 半吉 - 大橋壮多
- 与助 - 山本弘
- 和尚 - 山村弘三
- 銘酒屋の女 - 大崎紀子
- 銘酒屋の女 - 岩崎美也子
- 銘酒屋の女 - 中谷郁美

第12話 「裏口を憎む男にない明日」
- 藤堂兵馬 - 桜木健一
- 久米玄一郎 - 荒谷公之
- 服部格之進 - 小笠原良知
- 与兵ヱ - 北村英三
- おしの - 吉本真由美
- 坂崎鹿之助 - みずのこうさく
- 滝川彦左 - 藤沢薫
- お政 - 吉川佳代子
- 真木勝宏 - 田畑猛雄
- 片山伊三郎 - 加茂雅幹
- 老 同心 - 森秀人
- 村野 - 美鷹健児
- 佐田 - 加藤正記

第13話 「裏の稼業にまた裏稼業」
- おいね - 吉沢京子
- 粂吉 - 佐々木剛
- お栄 - 大関優子
- 二丁目の仙造 - 遠藤征慈
- 重右ヱ門 - 吉田義夫
- 近江屋市兵衛 - 西山辰夫
- お菊 - 大川かすみ
- 役者 - 新城邦彦
- 寺子屋 - 大迫ひでき
- 芸者 - 岩崎美也子
- 湯女 - 小菅富美子
- 町娘 - 才津原直子

第14話 「忠義を売って得を取れ!」
- 忠助 - 石山律雄
- 小菊 - 佐藤万理
- 平田勘兵ヱ - 五味龍太郎
- おくめ - 富田恵子
- 法眼 - 柳川清
- 市村 - 暁新太郎
- 香川 - 広田和彦
- 森治郎左ヱ門 - 堀北幸夫
- 源之介 - 美鷹健児
- 為吉 - 平井靖
- 藤兵ヱ - 沖ときお
- 世話役 - 扇田喜久一
- 中盆 - 東悦次
- 幇間 - 伊波一夫

第15話 「証人に迫る脅しの証言無用」
- 向島のご隠居 - 永井智雄
- 倉田屋治兵衛 - 梅津栄
- 東吉 - 内田昌宏
- おたみ - 村田みゆき
- おもん - 香月京子
- 常吉 - 出水憲司
- 文七 - 重久剛
- 和泉屋 - 海老江寛
- 伊吹屋 - 伊波一夫
- 旦那 - 市川男女之助
- 旦那 - 石原須磨夫
- 丁稚 - 矢野義典
- 同心 - 丸尾好広
- 手下 - 美鷹健児
- 手下 - 広田和彦

第16話 「殺して怯えた三人の女」
- おつな - 茅島成美
- おきよ - 片桐夕子
- おけい - 鳥居恵子
- 喜三郎 - 倉石功
- 祈祷師 - 田渕岩夫

第17話 「仕掛けの罠に仕掛けする」
- 風切の矢造 - 多々良純
- さち - 藤田美保子
- 猫目の銀次 - 早川保
- 剣持軍兵衛 - 唐沢民賢
- 産婆 - 松井加容子
- 浪人 - 山本一郎
- チンピラ - 美鷹健児
- チンピラ - 河野実
- 番頭 - 伊波一夫
- 小女 - 中谷郁美
- 女中 - 岩崎美也子

第18話 「殺られた主水は夢ん中」
- およう - 弓恵子
- 政吉 - 菅貫太郎
- 清五郎 - 今井健二
- 三造 - 神田隆
- 多平 - 江幡高志
- 和尚 - 伴勇太郎
- 与力　仙石 - 山口幸生
- 仲居 - 中谷郁美
- 平太 - 平井靖

第19話 「親にないしょの片道切符」
- 加賀屋庄太郎 - 頭師佳孝
- 北見屋 - 須賀不二男
- 庄左エ門 - 須藤健
- おとく - 雪代敬子
- 弥造 - 吉田良全
- 仁助 - 下元年世
- 房之助 - 美鷹健児
- 地廻 - 美樹博
- 地廻 - 暁新太郎
- 岡っ引 - 平井靖
- 同心 - 松尾勝人
- 同心 - 東悦次
- 同心 - 広田和彦

第20話 「花嫁に迫る舅の横恋慕」
- 己之吉 - 長谷川明男
- お美代 - 結城しのぶ
- お京 - 荒砂ゆき
- 伊兵衛 - 山本清
- おたき - 鷲尾真知子
- 多一郎 - 佐野守
- 萬蔵 - 堀北幸夫
- 好吉 - 大迫ひでき
- 乞食 - 新郷隆

第21話 「暴走を操る悪の大暴走」
- おしま - 栗田ひろみ
- さぶ - 片岡功
- 次郎 - 高峰圭二
- 弥助 - 根岸一正
- 辰蔵 - 秋山勝俊
- 仙吉 - 黛康太郎
- 大坂屋清兵衛 - 沖ときお
- おもん - 小林泉
- 同心 - 伊波一夫
- けん - 山本雅一
- たつ - 加藤正記
- おみよ - 江田真弓
- まさ - 木沢雅博

第22話 「殺した奴をまた殺す」
- 蔵間 - 稲葉義男
- 京極 - 清水綋治
- 榊原 - 城所英夫
- 太田 - 松本朝夫
- 義三 - 大竹修造
- おきみ - 高田瞳
- 半吉 - 美鷹健児
- 辰 - 伴勇太郎
- 寅 - 浜伸二
- 与力 - 楠年明
- 伝兵衛 - 出水憲司
- 源次 - 広田和彦
- お玉 - 岩崎美也子
- 女郎 - 中谷郁美
- 同心 - 松尾勝人
- 同心 - 伊波一夫

第23話 「他人の不幸で荒稼ぎ」
- 青木兵馬 - 左右田一平
- 心源坊一角 - 木村元
- 荒巻伝九郎 - 辻萬長
- 青木数馬 - 小原秀明
- 茜 - 早川絵美
- 大福屋 - 西山嘉孝
- お峯 - 島村晶子
- 与力 - 唐沢民賢
- 小紋の利助 - 入江慎也
- 横島 - 浜田雄史
- 小林 - 堀北幸夫
- 二吉 - 美樹博
- 岩七 - 広田和彦
- 田代 - 伊波一夫
- 春日 - 丸尾好広
- あい - 志岐内竜子
- 番太 - 松尾勝人
- 縄つきの男 - 扇田喜久一

第24話 「罠にはまって泣く主水」
- 安五郎 - 亀石征一郎
- たえ - 幸真喜子
- おはん - 加藤和恵
- 重兵衛 - 藤沢薫
- 与力 - 唐沢民賢
- 深瀬 - 千葉敏郎
- 留三 - 国一太郎
- 同心 - 暁新太郎
- 同心 - 伊波一夫
- 同心 - 扇田喜久一
- 同心 - 加藤正記
- 岡っ引 - 平井靖
- 役人 - 松尾勝人
- 老大工 - 山内八郎
- 親爺 - 水上埜太郎

第25話 「毒を食わせて店食う女」
- 長次 - 入川保則
- おりょう - 本阿弥周子
- 辰巳屋藤兵ヱ - 山本弘三
- おきみ - 松本陽子
- 伊兵ヱ - 山口幸生
- 定吉 - 山本一郎
- 同心 西田 - 西田良
- 叶屋 - 鈴木金哉
- 医者 - 乃木年雄
- 肥満体の男 - 真木勝宏
- やり手 - 三ツ星東美
- 女中 - 原田三和子
- 女郎 - 岩崎美也子

第26話 「毒牙に噛まれた商売人」
- 蛭子屋卯兵ヱ - 山本麟一
- 根来 - 石橋蓮司
- おりん - 桜井浩子
- 東兵ヱ - 波田久夫
- 市五郎 - 田中弘史
- 佐々木 - 梶本潔
- 与力 - 唐沢民賢
- 北町奉行　堀田帯刀 - 西山辰夫
- 奉行　津田 - 溝田繁
- 針吉 - 小峰隆司
- 弥助 - 新郷隆
- 文吉 - 黛康三
- 参造 - 宍戸大全
- 医者 - 石原須磨男
- 殺し屋 - 沢田徹夫
- 元締 - 淀神勝利
- 産婆 - 小林加奈枝
- 仲居 - 花柳陽要

## 殺し技
中村主水
大刀と脇差で悪人を斬る、刺す。主に標的の部下、手下、用心棒を複数相手にした、ダイナミックで派手な殺陣が主水シリーズの前作「新・仕置人」と比較しても格段に増えた。これは歴代の主水シリーズで、本作品のみといっていい特徴である。
第1話で、新次と対決する時は二刀流を披露した。
新次
髪結いに用いる鬢出し櫛の柄を、悪人の額や首筋に刺す。第1、2、4話では櫛の歯の一部を指で折り取り、残った歯の部分で突き殺していた。差し込んだ状態で櫛を折り、相手の体内に残し、折れた歯部分を更に指で奥深く押し込むこともある。
補助武器として、赤い帯や元結の糸で首を絞めたり、相手の身体を縛り付けて櫛で刺すこともある。最終回では櫛を一人に使ったのみで捨て、途中から相手の刀を奪って多人数と切り結んだ。
おせい
刃仕込み扇子で、悪人の首筋を斬る。他に朱塗りの短刀、仕込み茶杓（第11話）、主水の脇差（第13話）、分断刃仕込み扇子などの多様な武器を用いる。踊りで培った体捌きを活かした、華麗でスピーディな殺陣が特徴。
第15話では仕置する悪人に返り討ちに遭う所、咄嗟に屋敷の氷室にあった氷柱で悪人を刺し、直後に崩れた巨大な氷で悪人を押しつぶし、凍死させた。

## スタッフ
- プロデューサー - 山内久司、仲川利久（朝日放送）、櫻井洋三（松竹）
- 脚本 - 野上龍雄、安倍徹郎、中村勝行、岡本克己、長田紀生、保利吉紀、國弘威雄、原田雄一、松原佳成、南谷ヒロミ、辻良
- 作詞 - 阿久悠
- 音楽[16] - 森田公一
- 監督 - 工藤栄一、渡邊祐介、松野宏軌、原田雄一、高坂光幸、石原興、南野梅雄
- 協力 - 新演技座
- 制作協力 - 京都映画撮影所（現・松竹撮影所）
- 制作 - 朝日放送、松竹

## 主題歌
- 小林旭「夢ん中」（クラウンレコード（現・日本クラウン））
作詞：阿久悠、作曲：森田公一、編曲：EDISON[17]
第1話のみ「夢の中」と表記。次作『必殺からくり人・富嶽百景殺し旅』でも使用された（歌詞は1番。本作は2番を使用）。
本編のラストシーンから曲が流れ始め、歌い出しの部分でエンディング映像に切り替わる。

## 放送日程
- 第18話で、通算300回を迎えた。

| 話数   | 放送日        | サブタイトル             | 脚本              | 監督     |
| ------ | ------------- | ------------------------ | ----------------- | -------- |
| 第1話  | 1978年2月17日 | 女房妊娠 主水慌てる      | 野上龍雄          | 工藤栄一 |
| 第2話  | 1978年2月24日 | 誘拐されて女よろこぶ     | 安倍徹郎          | 工藤栄一 |
| 第3話  | 1978年3月03日 | むかし夫婦いま他人       | 野上龍雄          | 渡邊裕介 |
| 第4話  | 1978年3月10日 | お上が認めた商売人       | 安倍徹郎          | 渡邊裕介 |
| 第5話  | 1978年3月17日 | 空桶で唄う女の怨みうた   | 中村勝行          | 松野宏軌 |
| 第6話  | 1978年3月24日 | 手折られ花は怨み花       | 岡本克己          | 渡邊裕介 |
| 第7話  | 1978年3月31日 | 嘘か真実かまことが嘘か   | 中村勝行          | 原田雄一 |
| 第8話  | 1978年4月07日 | 夢売ります手折れ花       | 長田紀生          | 高坂光幸 |
| 第9話  | 1978年4月21日 | 非行の黒い館は蟻地獄     | 中村勝行          | 松野宏軌 |
| 第10話 | 1978年4月28日 | 不況に新商売の倒産屋     | 保利吉紀          | 松野宏軌 |
| 第11話 | 1978年5月05日 | 女体が舞台の弁天小僧     | 安倍徹郎          | 高坂光幸 |
| 第12話 | 1978年5月12日 | 裏口を憎む男にない明日   | 保利吉紀          | 原田雄一 |
| 第13話 | 1978年5月19日 | 裏の稼業にまた裏稼業     | 野上龍雄          | 渡邊裕介 |
| 第14話 | 1978年5月26日 | 忠義を売って得を取れ!    | 國弘威雄          | 松野宏軌 |
| 第15話 | 1978年6月02日 | 証人に迫る脅しの証言無用 | 保利吉紀          | 高坂光幸 |
| 第16話 | 1978年6月09日 | 殺して怯えた三人の女     | 中村勝行 原田雄一 | 原田雄一 |
| 第17話 | 1978年6月16日 | 仕掛けの罠に仕掛けする   | 松原佳成          | 松野宏軌 |
| 第18話 | 1978年6月23日 | 殺られた主水は夢ん中     | 安倍徹郎          | 石原興   |
| 第19話 | 1978年6月30日 | 親にないしょの片道切符   | 南谷ヒロミ        | 高坂光幸 |
| 第20話 | 1978年7月07日 | 花嫁に迫る舅の横恋慕     | 國弘威雄          | 原田雄一 |
| 第21話 | 1978年7月14日 | 暴走を操る悪の大暴走     | 保利吉紀          | 高坂光幸 |
| 第22話 | 1978年7月21日 | 殺した奴をまた殺す       | 辻良              | 原田雄一 |
| 第23話 | 1978年7月28日 | 他人の不幸で荒稼ぎ       | 松原佳成          | 南野梅雄 |
| 第24話 | 1978年8月04日 | 罠にはまって泣く主水     | 辻良              | 高坂光幸 |
| 第25話 | 1978年8月11日 | 毒を食わせて店食う女     | 中村勝行          | 南野梅雄 |
| 第26話 | 1978年8月18日 | 毒牙に噛まれた商売人     | 安倍徹郎          | 工藤栄一 |

## ネット局
系列は放送当時のもの。
| 放送対象地域   | 放送局           | 系列                                         | 備考                                              |
| -------------- | ---------------- | -------------------------------------------- | ------------------------------------------------- |
| 近畿広域圏     | 朝日放送         | テレビ朝日系列                               | 制作局                                            |
| 関東広域圏     | テレビ朝日       | テレビ朝日系列                               |                                                   |
| 北海道         | 北海道テレビ     | テレビ朝日系列                               |                                                   |
| 青森県         | 青森放送         | 日本テレビ系列 テレビ朝日系列                |                                                   |
| 岩手県         | テレビ岩手       | 日本テレビ系列 テレビ朝日系列                |                                                   |
| 宮城県         | 東日本放送       | テレビ朝日系列                               |                                                   |
| 秋田県         | 秋田テレビ       | フジテレビ系列                               |                                                   |
| 山形県         | 山形放送         | 日本テレビ系列                               |                                                   |
| 福島県         | 福島テレビ       | TBS系列 フジテレビ系列                       |                                                   |
| 新潟県         | 新潟総合テレビ   | フジテレビ系列 日本テレビ系列 テレビ朝日系列 | 現・NST新潟総合テレビ                             |
| 長野県         | 長野放送         | フジテレビ系列                               |                                                   |
| 山梨県         | テレビ山梨       | TBS系列                                      |                                                   |
| 富山県         | 富山テレビ       | フジテレビ系列                               |                                                   |
| 石川県         | 北陸放送         | TBS系列                                      |                                                   |
| 福井県         | 福井テレビ       | フジテレビ系列                               |                                                   |
| 静岡県         | 静岡放送         | TBS系列                                      |                                                   |
| 中京広域圏     | 名古屋テレビ     | テレビ朝日系列                               |                                                   |
| 鳥取県・島根県 | 山陰放送         | TBS系列                                      |                                                   |
| 岡山県         | テレビ岡山       | フジテレビ系列 テレビ朝日系列                | 現・岡山放送 当時の放送免許エリアは岡山県のみ     |
| 広島県         | 広島ホームテレビ | テレビ朝日系列                               |                                                   |
| 山口県         | 山口放送         | 日本テレビ系列                               | 最初は第1、3話を放送し、第9話より同時ネットとなる |
| 徳島県         | 四国放送         | 日本テレビ系列                               |                                                   |
| 香川県         | 瀬戸内海放送     | テレビ朝日系列                               | 当時の放送免許エリアは香川県のみ                  |
| 愛媛県         | 南海放送         | 日本テレビ系列                               |                                                   |
| 高知県         | テレビ高知       | TBS系列                                      |                                                   |
| 福岡県         | 九州朝日放送     | テレビ朝日系列                               |                                                   |
| 長崎県         | 長崎放送         | TBS系列                                      |                                                   |
| 熊本県         | 熊本放送         | TBS系列                                      | 1978年3月まで                                     |
| 熊本県         | テレビ熊本       | フジテレビ系列 日本テレビ系列 テレビ朝日系列 | 1978年4月から                                     |
| 大分県         | 大分放送         | TBS系列                                      |                                                   |
| 宮崎県         | 宮崎放送         | TBS系列                                      |                                                   |
| 鹿児島県       | 南日本放送       | TBS系列                                      |                                                   |

## 備考
松崎まことは第16話「殺して怯えた三人の女」がピエール・ポワローとトマ・ナルスジャック初めての共作で1952年に出版された『CELLE QUI N'EAIT PLUS＝その女の正体』が原作で、アンリ=ジョルジュ・クルーゾー監督の『悪魔のような女』にインスパイアされた作品だと評した。

## 前後番組
| テレビ朝日系 金曜22時台（当時は朝日放送の制作枠）     | テレビ朝日系 金曜22時台（当時は朝日放送の制作枠）                    | テレビ朝日系 金曜22時台（当時は朝日放送の制作枠）                 |
| 前番組                                                | 番組名                                                               | 次番組                                                            |
| ----------------------------------------------------- | -------------------------------------------------------------------- | ----------------------------------------------------------------- |
| 新・必殺からくり人 （1977年11月18日 - 1978年2月10日） | 江戸プロフェッショナル・必殺商売人 （1978年2月17日 - 1978年8月18日） | 必殺からくり人・富嶽百景殺し旅 （1978年8月25日 - 1978年11月24日） |